# Вестфілд (округ Сок, Вісконсин)
Вестфілд (англ. Westfield) — місто (англ. town) в США, в окрузі Сок штату Вісконсин. Населення — 582 особи (2020).

## Демографія
Згідно з переписом 2010 року, у місті мешкала 571 особа в 213 домогосподарствах у складі 161 родини. Було 238 помешкань
Расовий склад населення:
| - 98,8 % — білих - 0,2 % — чорних або афроамериканців |

До двох чи більше рас належало 0,9 %. Частка іспаномовних становила 1,1 % від усіх жителів.
За віковим діапазоном населення розподілялося таким чином: 26,3 % — особи молодші 18 років, 57,9 % — особи у віці 18—64 років, 15,8 % — особи у віці 65 років та старші. Медіана віку мешканця становила 41,5 року. На 100 осіб жіночої статі у місті припадало 116,3 чоловіків;  на 100 жінок у віці від 18 років та старших — 113,7 чоловіків також старших 18 років.
Середній дохід на одне домашнє господарство  становив 83 944 долари США (медіана — 67 344), а середній дохід на одну сім'ю — 91 563 долари (медіана — 69 500). Медіана доходів становила 45 972 долари для чоловіків та 32 188 доларів для жінок. За межею бідності перебувало 11,2 % осіб, у тому числі 19,1 % дітей у віці до 18 років та 7,6 % осіб у віці 65 років та старших.
Цивільне працевлаштоване населення становило 352 особи. Основні галузі зайнятості: сільське господарство, лісництво, риболовля — 17,3 %, роздрібна торгівля — 13,4 %, будівництво — 12,5 %.